# Товариство Генрі Джексона

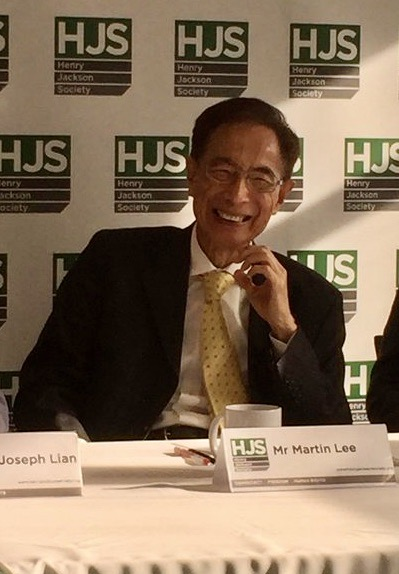
Мартін Лі, адвокат і засновник Об’єднаних демократів Гонконгу, виступаючи на спільному семінарі Товариства Генрі Джексона та Hong Kong Watch у Лондоні у вересні 2018 року.

Товариство Генрі Джексона ( HJS ) — це трансатлантичний аналітичний центр із зовнішньої політики та національної безпеки, що базується у Великобританії. Хоча вона описує себе як позапартійну, її світогляд по-різному описується як «правоцентристський»  неоліберальний   і як неоконсервативний .    Товариство ідентифікує себе з «передовою стратегією» поширення демократії та ліберальних цінностей у всьому світі.  Наразі він зосереджений головним чином на підтримці глобальної демократії перед обличчям загроз з боку Китаю та Росії.   Товариство також відоме своїми звітами про ісламський  та ультраправий екстремізм .  Товариство названо на честь сенатора США та провідного демократа Генрі М. Джексона . Американський політичний журналіст Майкл Аллен описав товариство як «непартійну групу, яка об’єднує трансатлантичних лівоцентристів, правоцентристів і незалежних діячів, відданих спадщині Джексона «демократичної геополітики»»  .

## Історія

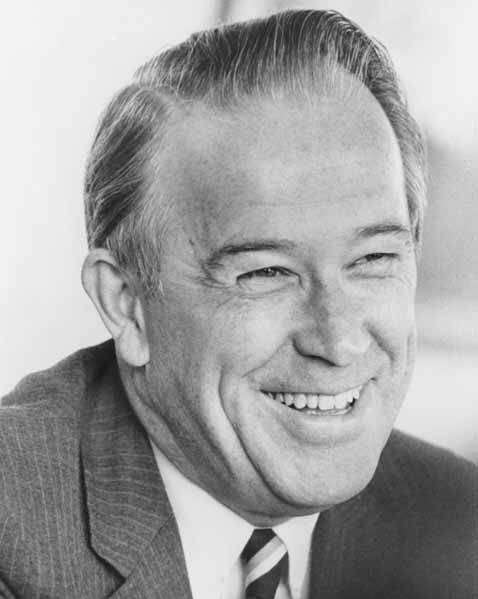
Генрі М. Джексон, сенатор-демократ від США, на честь якого названо мозковий центр.

Товариство  засновано 11 березня 2005 вченими та студентами Кембриджу, зокрема Бренданом Сіммсом, Аланом Мендозою, Гідеоном Мейлером, Джеймсом Роджерсом та Метью Джемісоном.  Він був названий на честь Генрі М. Джексона, американського сенатора ( демократична партія ), який намагався балотуватися на президентських виборах у Сполучених Штатах 1976 року .  Джексон підтримував політику типу "Нового курсу" вдома та виступав за сильну антикомуністичну політику за кордоном . Виступав проти розрядки напруженості з Радянським Союзом.  Джексон користувався широкою повагою серед республіканців  і тому служив символом двопартійності . Такі республіканці, як Пол Вулфовіц, воліють називати себе «республіканцями Джексона» замість терміна «неоконсерватори» .  Він організовує зустрічі зі спікерами в Палаті громад . До 2017 року суспільство було описано як таке, що просуває інтервенціоністську зовнішню політику для захисту демократії та прав людини. 
У 2006 році Товариство працювало над підвищенням авторитету арабів Ахвазі в Ірані, які, як стверджували, зазнавали утисків з боку іранського уряду. 
У 2011 році HJS об’єднався з Центром соціальної згуртованості (CSC), мозковим центром, який, на думку деяких, має антимусульманські погляди.   Дуглас Мюррей також приєднався до HJS у 2011 році. Як злиття, так і погляди Мюррея зустріли опір деяких членів HJS, таких як Марко Аттіла Хоар .  Хоар покинув HJS у 2012 році через, як він назвав, антимусульманські та антиімміграційні погляди Мюррея. 
Після злиття особи, які зробили пожертви в CSC, стали значним джерелом доходу для HJS. 
У 2013 році президент HJS подав до парламенту Великобританії, що Великобританія повинна розглянути можливість військового втручання в конфлікти на ранній стадії (на відміну від «останнього засобу») і що втручання «це те, що ми робимо і ким ми є». 
У 2014 році, коли ультраправе інформаційне видання Breitbart вийшло на Великобританію, його керуючим редактором став член Товариства Генрі Джексона Рахім Кассам .  
У 2015 році американський політик Боббі Джиндал виступив на заході HJS, стверджуючи, що мусульмани встановили « заборонені зони », де вони дотримуються шаріату.  (Див. Bobby_Jindal#No-go_zones для отримання додаткової інформації)
Будучи заснованою в Кембриджському університеті, організація згодом була перенесена до Лондона .
У 2017 році Ханна Стюарт, один із наукових співробітників Товариства, випустила книгу «Ісламістський тероризм: аналіз правопорушень і нападів у Великобританії (1998–2015 рр.)», в якій описано кожну особу, засуджену за законодавством Великобританії про тероризм у період між цими датами та пов’язану з ісламістами. 
У червні 2020 року прем’єр-міністр Великобританії Борис Джонсон оголосив, що Департамент міжнародного розвитку Великобританії буде об’єднано з Міністерством закордонних справ і у справах Співдружності .  План був вперше запропонований у звіті, опублікованому Товариством Генрі Джексона в 2019 році, до якого Джонсон написав передмову.  
У жовтні 2023 року у Товаристві Генрі Джексона відбулася зустріч "Перемога України – це визволення Росії" в рамках VIII Форуму Вільних Народів Постросії за участю Супрун Уляна, Януш Бугайський, Ахмед Закаєв, Кузьо Тарас 

## Початкова ідеологія
Товариство Генрі Джексона засновано на переконанні, що Велика Британія повинна відігравати більш активну та наполегливу роль на світовій арені. Товариство критикувало адміністрацію Клінтона за те, що, на думку HJS, вона не використовувала свою військову та економічну силу для зміни поведінки інших.  Оскільки HJS вважав, що «тільки сучасні ліберально-демократичні держави є справді легітимними», HJS критично ставився до ООН та інших багатонаціональних організацій, які дозволили членство не «сучасним ліберально-демократичним» країнам.  HJS вважав, що якщо ЄС буде діяти у військовій сфері, це має бути в рамках НАТО, оскільки це дозволить США накласти вето, чого б не робили суто сили ЄС.  
Серед перших членів і прихильників HJS були Брендан Сіммс і депутати від Консервативної партії Майкл Гоув і Ед Вейзі . Сіммс написав видатну критику британської політики в Боснії.  Майкл Гоув написав проізраїльські документи, стверджуючи, що Ізраїль має право захопити арабську територію. Гоув також не вважав, що Велика Британія потребує схвалення ООН для вторгнення в Ірак, враховуючи, що Сполучене Королівство є демократичною країною, а РБ ООН надає право вето недемократичним країнам. 

## Структура та проекти

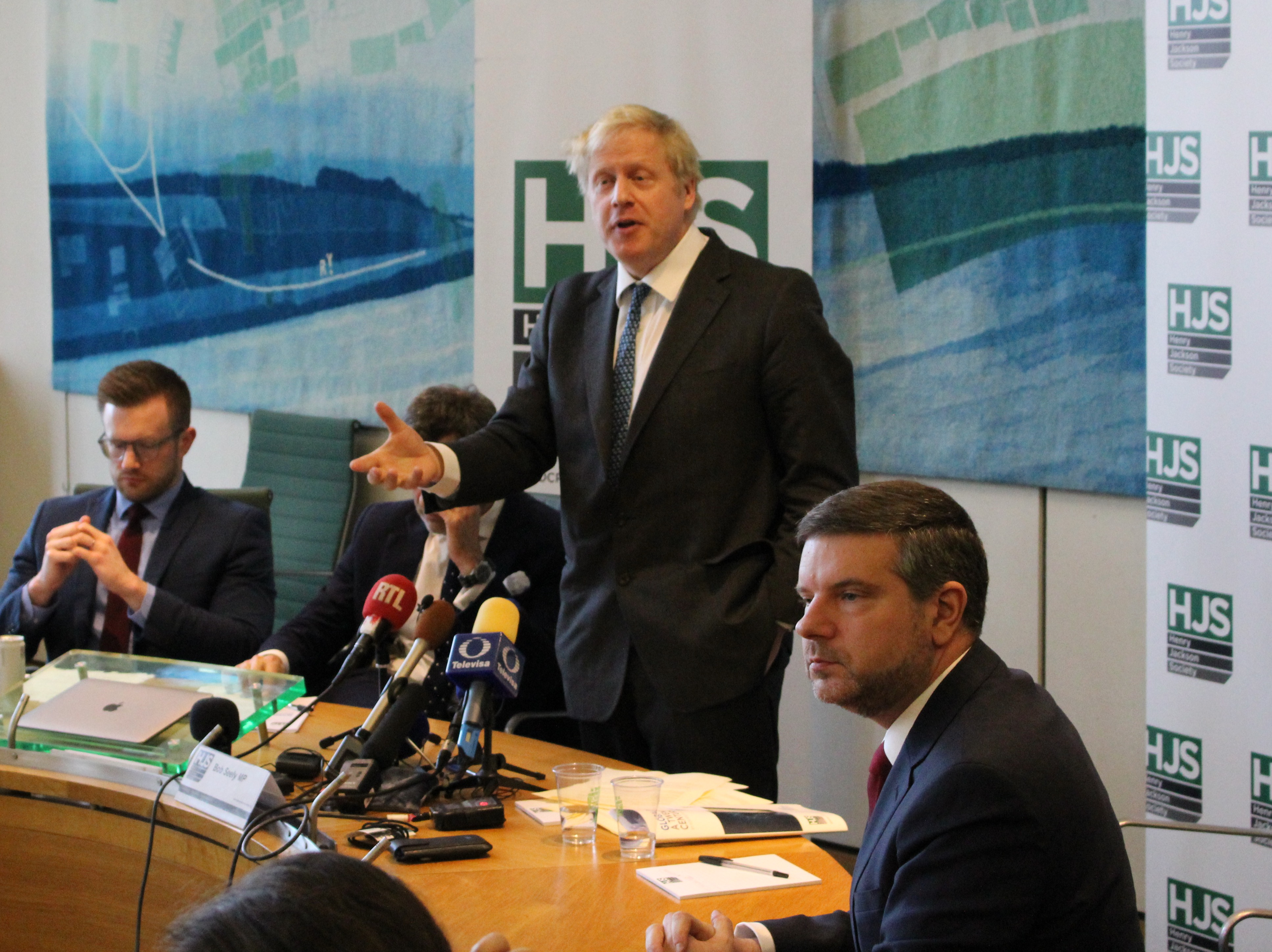
Прем’єр-міністр Великобританії Борис Джонсон виступає з доповіддю про глобальну Британію та іноземну допомогу в Товаристві Генрі Джексона 11 лютого 2019

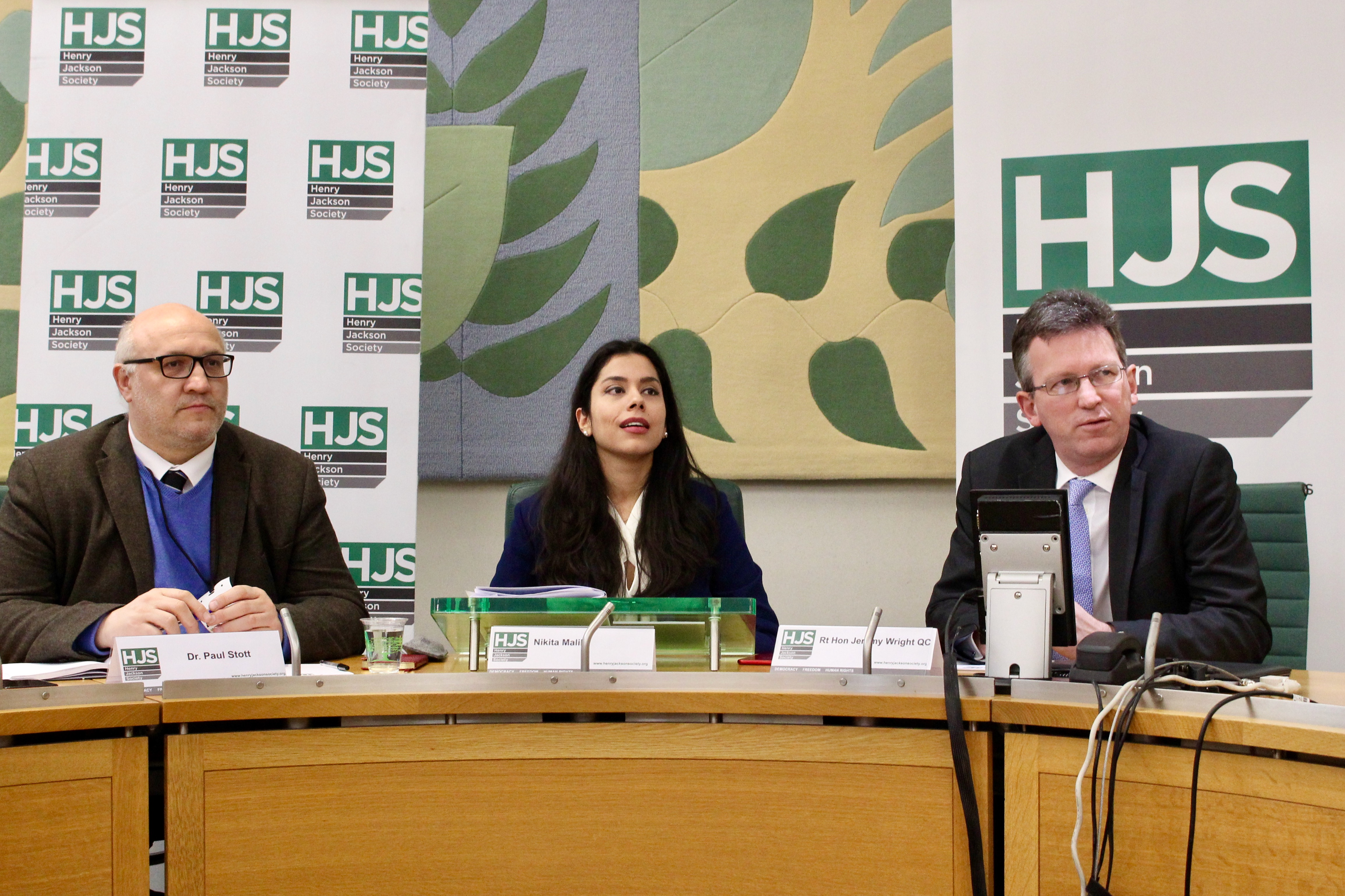
Джеремі Райт виступає на презентації статті Товариства Генрі Джексона «Вільний бути екстремалом» у січні 2020 року разом із Микитою Маліком і Полом Стоттом.

Товариство опублікувало низку дослідницьких звітів і статей, нещодавно зосередившись на впливі COVID-19 на громадянські свободи, критиці ультраправого екстремізму в західних демократіях і можливій правовій відповіді на провину Китаю щодо COVID-19.  Інші галузі досліджень включають ісламський екстремізм та ісламістський тероризм, придушення прав людини та демократії, а також різні аспекти зовнішньої політики та оборони.    Його поточні напрямки роботи включають:
- Центр азійських досліджень . Цей Центр прагне забезпечити «поглиблене розуміння структурних зрушень, регіональних складнощів та історичної напруги, які існують поряд із величезним економічним і соціальним зростанням, яке традиційно характеризує «підйом Азії '  . [40] Публікації включають статтю про можливі результати переговорів із Північною Кореєю [41] та необхідність захистити критично важливу національну інфраструктуру на Заході від уразливостей, які може створити Китай . [42]
- Глобальна британська програма . Зосереджується на «необхідності відкритої, впевненої та експансивної британської геостратегічної політики у двадцять першому столітті – спираючись на унікальні переваги Сполученого Королівства не лише як прихильника лібералізму та національної демократії, але й як хранителя як європейських, так і міжнародні замовлення». [43] Ця програма опублікувала статті про те, чим Європейський Союз «завдячує» Сполученому Королівству [44], і виступала за збільшення військових витрат членів НАТО. [45]
- Центр досліджень Росії та Євразії . Досліджує питання внутрішньої та зовнішньої політики Росії та пострадянських держав. У 2018 році член парламенту від Консервативної партії Боб Сілі опублікував через цей Центр статтю, у якій намагався визначити «сучасний російський конфлікт» і в якій він звинуватив уряд Володимира Путіна у застосуванні тактики КДБ. [46]
- Центр Нового Близького Сходу . Створений після Арабської весни, Товариство описує цей Центр як «присвячений моніторингу політичних, ідеологічних, військових і безпекових подій на Близькому Сході та надання обґрунтованих оцінок їх широкого спектру наслідків». [47] Центр опублікував звіти, вкрай критичні щодо Ірану . [48] [49]
- Центр радикалізації та тероризму . Зосереджено на загрозі для Великобританії та інших країн від ісламістського тероризму . Звіти варіюються від аналізу благодійного сектору Великобританії [50] до того, як злочинці використовують даркнет . [51]
- Права студентів. Створений у 2009 році «як реакція на посилення політичного екстремізму та маргіналізацію вразливих студентів у кампусі». [52] Цей проект відстежував, як він описує, «екстремальних» спікерів у кампусах британських університетів. [53] Нафіз Ахмед звинуватив проект «Права студента» в симпатіях до ультраправих після того, як проект захищав фашистську Британську національну партію . [24]
  - Критики кажуть, що «Права студентів» намагалися дискредитувати мусульманські групи в кампусі через оманливі заяви. [54] Наприклад, організація «Права студентів» не змогла визначити, чи була гендерна сегрегація на заходах мусульманських студентів добровільною чи примусовою, натомість намагалася пов’язати це з екстремізмом. У 2014 році Національна спілка студентів засудила Права студентів і заявила, що звинуватила їх у «демонізації мусульман». [54]
- Центр соціально-політичного ризику . У вересні 2018 року Товариство оголосило про створення нового центру, який мав би «виявляти, діагностувати та пропонувати рішення щодо загроз для управління в ліберальних західних демократіях», [55] зосереджуючись на соціальній згуртованості та інтеграції; свобода слова та політкоректність ; демографічні зміни; та інші питання.
- Ініціатива Генрі Джексона за інклюзивний капіталізм. У 2012 році Товариство розпочало трансатлантичну розмову про зростаючу нерівність у доходах та її загрозу для капіталістичної системи. [56]

Серед останніх проектів мозкового центру є вивчення розбіжностей між термінами ув’язнення у Великій Британії для ісламських екстремістів і ультраправих злочинців. Директор Центру з питань радикалізації та тероризму виявив, що ісламістські екстремісти засуджуються «в середньому до 73,4 місяців у порівнянні з 24,5 місяцями для ультраправих злочинців, незважаючи на прагнення уряду однаково ставитися до обох форм екстремізму». 

## Критика
The Herald описав мозковий центр як праворадикальний і неоконсервативний, хоча він позиціонує себе як позапартійний.  Австралійський фінансовий огляд описав його як неоліберальний . 
Дискусії в аналітичних центрах щодо Близького Сходу та ісламу призвели до того, що деякі медіа-організації критикували Товариство за уявну антимусульманську програму. Марко Аттіла Хоар, колишній старший член, назвав пов’язані з цим причини виходу з мозкового центру, а лідера шотландських лейбористів Джима Мерфі у 2015 році закликали розірвати свої зв’язки з Товариством.  
Згідно зі звітом Фонду Кордови в 2015 році, «права політика очевидна не лише в ідеях, які пропагує Товариство Генрі Джексона, але також чітко проявляється під час вивчення його спонсорів». 
У 2017 році Мусульманська рада Британії розкритикувала Товариство за «скромні посилання на звичайні образи на адресу мусульман: що мусульмани не інтегруються, не є невід’ємною часткою британського суспільства, а отже, ймовірно, є терористами». 
Співзасновник Метью Джеймісон, який зараз працює в YouGov, написав у 2017 році, що йому соромно за свою участь, оскільки він ніколи не міг уявити, що Товариство Генрі Джексона «стане ультраправим, глибоко антимусульманським расистом». ...пропагандистське спорядження для дискредитації інших культур, релігій та етнічних груп». Він стверджував, що «HJS протягом багатьох років невпинно демонізувала мусульман та іслам». 
У 2020 році Товариство відшкодувало збитки британському мусульманському освітньому каналу Huda Television Ltd, переплутавши його в 2018 році з аналогічною єгипетською станцією Huda TV, яку звинуватили в «радикальній програмі» та розміщенні ісламського екстремістського контенту. 
Facebook вступив у партнерство з Товариством і заявив про це публічно. Їхній речник сказав:
Наша робота з групами, такими як Товариство Генрі Джексона, є критичною для того, щоб промисловість розуміла та здійснювала прогрес у цих важливих питаннях. Саме завдяки таким співпрацям, а також з урядами, вченими та іншими компаніями, через Глобальний інтернет-форум з протидії тероризму, ми покращуємо нашу спільну здатність запобігати терористам та насильницьким екстремістам використовувати цифрові платформи.
Доктор Нафіз Ахмед, виконавчий директор Інституту політичних досліджень і розвитку, розкритикував групу за агресивну підтримку зміни режиму та розпалювання війни на Близькому Сході, а також за «роздування внутрішнього терору США». Він написав у The Guardian, що список міжнародних покровителів Товариства схожий на читання списку «Хто є хто» американських правих яструбів, і стверджував, що мозковий центр стоїть за зовнішньою політикою Торі, яка служить англо-американським фінансам, безпеці та копалинам. підживлюють інтереси в арабському світі. 

## Виклад принципів

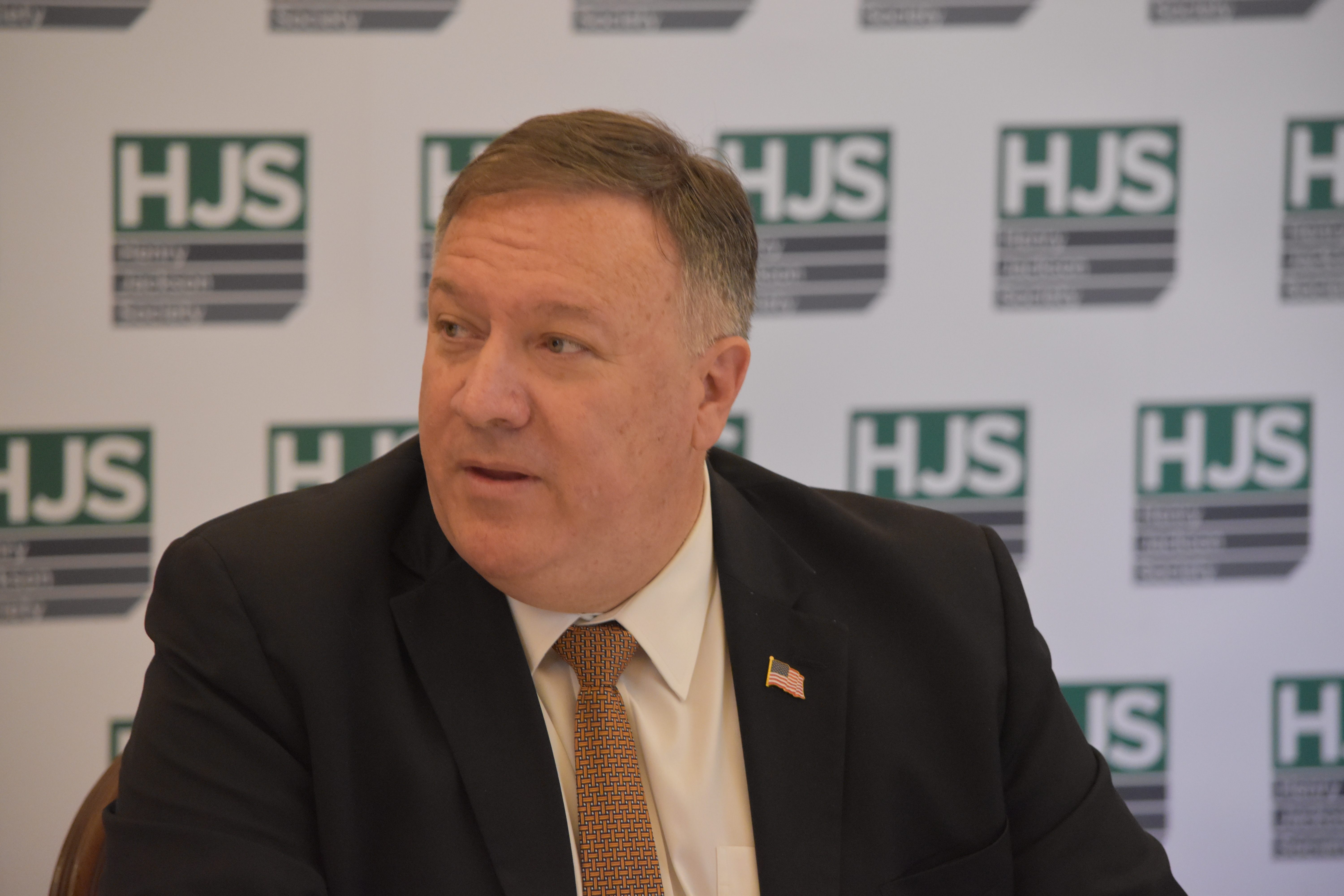
Державний секретар США Майк Помпео виступає на заході Товариства Генрі Джексона на підтримку рішення Великобританії захистити мережі даних, 21 липня 2020 року.

Товариство Генрі Джексона вперше сформулювало свою заяву про принципи 11 березня 2005 року, через два роки після війни в Іраку .  Деякі положення про принципи пізніше були змінені.  Нижче наведено оригінальну та змінену версії. 
- 1. Вважає, що сучасні ліберальні демократії є прикладом, до якого має прагнути решта світу.
- 2 (оригінал). Підтримує «передову стратегію», щоб допомогти тим країнам, які ще не є ліберальними та демократичними, стати ними. Це включало б повний спектр можливостей « пряника », будь то дипломатичні, економічні, культурні чи політичні, але також, коли необхідно, ті « батоги » військової сфери.
- 2 (оновлена). Підтримує «передову стратегію» – із залученням дипломатичних, економічних, культурних та/або політичних засобів – щоб допомогти тим країнам, які ще не є ліберальними та демократичними, стати ними.
- 3 (оригінал). Підтримує США, країни ЄС та інші демократичні сили у підтримці сильної армії, озброєної експедиційним потенціалом із глобальним охопленням.
- 3 (оновлена). Підтримує підтримку сильної армії США, країн ЄС та інших демократичних держав, озброєних експедиційним потенціалом із глобальним охопленням, який може захистити наші батьківщини від стратегічних загроз, запобігти терористичним нападам і запобігти геноциду чи масові етнічні чистки.
- 4. Підтримує необхідний розвиток європейської військової модернізації та інтеграції під керівництвом Великобританії, бажано в рамках НАТО .
- 5. Підкреслює важливість єдності між великими демократіями світу, представленими такими інституціями, як НАТО, Європейський Союз та ОЕСР, серед багатьох інших.
- 6 (оригінал). Вважає, що тільки сучасні ліберальні демократичні держави є справді легітимними, і що будь-яка міжнародна організація, яка допускає недемократичні держави на рівних засадах, є фундаментально недосконалою.
- 6 (оновлена). Вважає, що лише сучасні ліберальні демократичні держави є справді легітимними, і що політичні або правозахисні заяви будь-якої міжнародної чи регіональної організації, яка допускає недемократичні держави, позбавлені легітимності, на яку вони мали б право, якби всі їхні члени були демократичними.
- 7. Глибоко підтримує капіталізм . Існують обмеження ринку, який повинен служити демократичному співтовариству і повинен бути узгоджений з навколишнім середовищем .
- 8. Визнає, що ми маємо розставляти пріоритети та іноді йти на компроміси, але наполягає на тому, що ми ніколи не повинні забувати про наші фундаментальні цінності. Це означає, що союзи з репресивними режимами можуть бути лише тимчасовими. Це також означає тверду прихильність особистим і громадянським свободам у демократичних державах, навіть і особливо коли ми зазнаємо нападу.

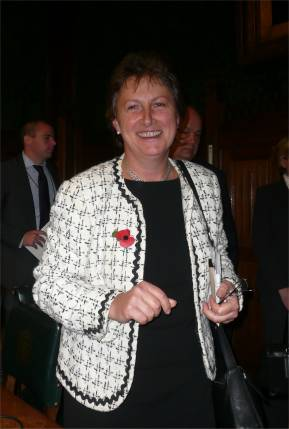
Гізела Стюарт, давній депутат від Лейбористської партії, є одним із тих, хто підписав заяву Товариства Генрі Джексона та входила до його правління.

За даними Товариства Генрі Джексона, першими підписантами заяви про принципи були: 
- Члени парламенту Майкл Анкрам, Майкл Гоув, Едвард Вайзі, Девід Віллеттс, Деніс МакШейн, Фабіан Гамільтон, Гізела Стюарт ,
- колишні члени парламенту Девід Трімбл, Джекі Лоуренс, Грег Поуп ,
- колишній солдат Тім Коллінз ,
- Річард Дірлав, колишній голова Британської секретної розвідувальної служби та колишній магістр коледжу Пемброк, Кембридж.
- Американський економіст Ірвін Стелцер .
- Журналіст Times Олівер Камм

Серед міжнародних покровителів були Річард Перл, Вільям Крістол, колишній директор ЦРУ Р. Джеймс Вулсі-молодший і колишній лідер Литви Вітаутас Ландсбергіс . 

## Фінансування
Товариство Генрі Джексона є зареєстрованою благодійною організацією в Англії та Уельсі та отримує фінансову підтримку від приватних пожертвувань та грантових організацій, які підтримують його роботу. 
Дохід Товариства значно зріс з 2009 по 2014 рік, з £98 000 до £1,6 мільйонів на рік.   Повідомляється, що Едвард Аткін, підприємець із догляду за немовлятами на пенсії, зробив пожертви через свою благодійну організацію на загальну суму £375 000 між 2011 і 2013 роками  Філантроп Стенлі Калмс передав Товариству 100 000 фунтів стерлінгів.  Ніна Розенвальд, активістка, яка підтримувала кампанії Демократичної партії Генрі М. Джексона в 1970-х роках, пожертвувала 10 000 доларів США через Американське товариство друзів Генрі Джексона. У липні 2014 року Лінн Форестер де Ротшильд заявила, що вона фінансувала саміт Caring Capitalism і що Товариство та його виконавчий директор Алан Мендоза зберігали 137 000 фунтів стерлінгів «надлишкових коштів» від конференції, які повинні бути повернуті інвестиційній компанії пари EL Rothschild, і тому перейшов до цивільного судочинства.  У 2017 році Товариство було звинувачено у проведенні антикитайської пропагандистської кампанії після того, як посольство Японії дало їм щомісячну гонорар у розмірі 10 000 фунтів стерлінгів.  Вважалося, що мета кампанії була висвітлити в британських газетах занепокоєння Японії щодо Китаю. 
Міністерство внутрішніх справ Великої Британії заплатило Товариству понад 83 000 фунтів стерлінгів у період з 2015 по 2017 рік за підготовку звіту про зв’язки Великобританії з ісламістським тероризмом. 
У 2009 році Товариство стало секретаріатом двох загальнопартійних парламентських груп (APPG): трансатлантичної та міжнародної безпеки під головуванням Гізели Стюарт і внутрішньої безпеки під головуванням Бернарда Дженкіна . Вимога прозорості до некомерційних організацій, які на той час виконували функції секретаріату, полягала в тому, що вони повинні розкривати будь-яких корпоративних донорів, які надали організації 5000 фунтів стерлінгів або більше. У 2014 році, після запиту, Товариство відмовилося розкрити цю інформацію та склало свою посаду, щоб відповідати правилам. Уповноважений парламенту зі стандартів Кетрін Хадсон підтримала скаргу проти цих APPG, але зазначила, що Товариство вже пішло у відставку, і тому ненадання ним послуг секретаріату «здається, набуло чинності», як передбачалося правилами.    Справу було закрито без подальших дій, а самі APPG розпущені з розпуском парламенту в березні 2015 року. Згодом Правила APPG були змінені таким чином, що тільки некомерційні організації, які надають послуги APPG вартістю понад 12 500 фунтів стерлінгів, повинні декларувати корпоративних донорів. 

## Зовнішні посилання
- Офіційний сайт